# Michael Evans Behling
Michael Evans Behling, född 5 mars 1996 i Columbus i Ohio, är en amerikansk skådespelare.

## Biografi
Behling föddes i Columbus, Ohio och adopterades av Mike och Carol Behling, men växte upp i Columbus, Indiana. Han är biracial och adopterades av en vit familj. I en YouTube-video från mars 2020 uppgav han att hans far är av nigeriansk härkomst och hans mamma är av tysk härkomst och att hans efternamn är tyskt. Han har tre syskon, Matt, Adam och Andrea.
Behling gick på Columbus North High School, där han spelade fotboll i två år och sprang spår. Han var på hederslistan och tog examen 2015. Han gick på Indiana State University i två år som pre-med student innan han hoppade av för att ägna sig åt modellering och skådespeleri.

## Filmografi
- Empire (2017)
- All American (2018–)
- Grey's Anatomy (2019)
- A Cinderella Story: Starstruck (2021)
- All American: Homecoming (2022)
- The Manny (2022)